# Rateo
Un rateo è una quota di entrata (rateo attivo) o di uscita (rateo passivo) futura che misura ricavi o costi già maturati, ma non ancora rilevati, poiché la loro manifestazione finanziaria avrà luogo in esercizi futuri.

## Rateo attivo
Il rateo attivo è la quota di credito collegata a un ricavo di competenza dell'esercizio, la cui manifestazione finanziaria avverrà in un esercizio successivo. Un tipico esempio di rateo attivo è la quota di interessi attivi maturati a fine esercizio su un finanziamento erogato, il cui incasso effettivo avverrà nell'esercizio o negli esercizi successivi.
Ad esempio, un'impresa ha un credito di € 73.000 e concede (in data 15 novembre) una dilazione fino al 15 febbraio dell'anno successivo, con interessi, al tasso del 4%, che saranno a essa pagati posticipatamente di € 736 {\displaystyle (73.000\times 4\times 92/36.500=736)}. L'impresa contabilizzerà al 31 dicembre, ossia a fine esercizio, un rateo attivo, per interessi dal 15/11 al 31/12, di € 368 {\displaystyle (73.000\times 4\times 46/36.500=368)}. Questo verrà iscritto a bilancio come segue:
| data  | codice | conto                      | descrizione                  | dare   | avere  |
| ----- | ------ | -------------------------- | ---------------------------- | ------ | ------ |
| 31/12 | 09.01  | Ratei attivi               | interessi dal 15/11 al 31/12 | 368,00 |        |
| 31/12 | 40.10  | Interessi attivi v/clienti | Interessi dal 15/11 al 31/12 |        | 368,00 |

## Rateo passivo
Il rateo passivo è la quota di debito collegata a un costo di competenza dell'esercizio, la cui manifestazione finanziaria avverrà in un esercizio successivo. Un tipico esempio è, nel caso di un pagamento posticipato di una locazione passiva, la quota maturata entro la fine dell'esercizio, il cui pagamento effettivo avverrà nell'esercizio o negli esercizi successivi.
Ad esempio, un'impresa che abbia contratto un mutuo passivo bancario per € 30.000, i cui interessi semestrali posticipati (al tasso del 5%) vengono pagati il 1º novembre e il 1º maggio, contabilizzerà al 31 dicembre un rateo passivo di € 250,00 {\displaystyle (30.000\times 5\times 2/1.200=250)}. Questo verrà iscritto a bilancio come segue:
| data  | codice | conto                      | descrizione                  | dare   | avere  |
| ----- | ------ | -------------------------- | ---------------------------- | ------ | ------ |
| 31/12 | 41.10  | Interessi passivi su mutui | interessi dall'1/11 al 31/12 | 250,00 |        |
| 31/12 | 16.01  | Ratei passivi              | interessi dall'1/11 al 31/12 |        | 250,00 |

## I ratei nel bilancio
In bilancio, i ratei compaiono nello stato patrimoniale e vanno iscritti (a seconda della loro natura) alla voce D delle attività (se ratei attivi) o alla voce E delle passività (se ratei passivi). Dal dicembre 2016 gli aggi e disaggi di emissione sui prestiti obbligazionari non sono più oggetto di rappresentazione separata per le società che redigono il Bilancio in forma ordinaria.
Il principio contabile OIC 18 dell'Organismo italiano di contabilità definisce i ratei attivi e passivi come quote che rappresentano crediti e debiti in moneta. Tale principio precisa inoltre che non è possibile iscrivere in contabilità ratei per fatture da emettere e da ricevere ovvero per proventi e oneri non determinati nel loro ammontare, la cui competenza è maturata ''per intero'' nell'esercizio: in questi casi è necessario utilizzare i rispettivi conti di credito e di debito.
Sono evidenziati come "conti d'ordine" i rischi o gli impegni assunti dall'impresa e i beni di proprietà di terzi presso di essa (art. 2427, 1° comma, n. 9 c.c.), quali ad esempio debiti per canoni di immobili di terzi in leasing e relativo valore di riscatto finale.
La quota di componente di reddito misurata dal rateo va imputata nel calcolo del risultato d'esercizio, anche se la sua manifestazione finanziaria avverrà in futuro.
I risconti, con i ratei, sono lo strumento contabile attraverso il quale si applica il principio di correlazione tra i costi e i ricavi di competenza dell'esercizio. In queste voci vengono ricompresi costi e ricavi che maturano in proporzione al decorrere del tempo in un arco temporale che ha inizio in un esercizio e termine in quello o quelli successivi. Non è obbligatoria la distinzione dei ratei e risconti di durata superiore a 5 anni.